# 大河原橋
大河原橋（おおかわらはし）とは、京都府相楽郡南山城村の木津川に架かる橋。「恋路橋」とも呼ばれている。全長95.3m、幅員3.6mで、増水時に水没して隠れる沈下橋（潜没橋）である。

## 概要
- 種別 - 道路橋
- 形式 - 沈下橋（潜没橋）
- 橋長 - 95.3m
- 幅員 - 3.6m
- 着工 - 1944年（昭和19年）1月
- 完成 - 1945年（昭和20年）

## 沿革
戦前の頃、木津川が流れる現在の南山城村では南大河原と北大河原を結ぶ渡し船が運航されていた。渡し船は南大河原から北大河原にある大河原駅などへ向かう際に必要であったため、南大河原の村民は無料で利用することができ、その他の利用者は1回2銭の運賃を支払ったという記録が残っている。戦時中には亜炭を大河原駅へ運搬するために架橋計画が持ち上がり、沈下橋（潜没橋）の構造が採用され、1944年1月に着工した。橋の材質は村内の採石場で取れた柳生花崗岩で、長さ約4.4m、幅0.5m、厚さ約0.5mの延石が120本使用され、1945年に竣工した。1966年には上流に高山ダム建設に伴う公共補償協定で永久橋の大河原大橋が建設され、大河原地区両岸を結ぶ重要な役割は明け渡した。しかしながら2013年現在も現役の橋として供用され続けている。

### 年表
- 1944年1月 - 着工
- 1945年 - 竣工

## 周辺
- 恋志谷神社